# 1953-as Formula–1 olasz nagydíj
Az 1953-as Formula–1-es világbajnokság szezonzáró futama az olasz nagydíj volt.

## Futam
Az időmérőt a közönség örömére Alberto Ascari nyerte Juan Manuel Fangio előtt, és a versenyben vezetett is, de az utolsó előtti körben kiesett a versenyből, így a győzelem Fangio ölébe hullott, aki a verseny leggyorsabb körét is megfutotta. Mögötte a három Ferraris futott be, Giuseppe Farina, Luigi Villoresi és Mike Hawthorn. Az utolsó pontszerző helyen Maurice Trintignant ért célba egy Gordinivel.
|    | Rsz. | Versenyző                    | Csapat                | Körök | Idő/Kiesések           | Start | Pontok |
| -- | ---- | ---------------------------- | --------------------- | ----- | ---------------------- | ----- | ------ |
| 1  | 50   | Juan Manuel Fangio           | Maserati              | 80    | 2:49'45,9              | 2     | 9      |
| 2  | 6    | Giuseppe Farina              | Ferrari               | 80    | + 1,4                  | 3     | 6      |
| 3  | 2    | Luigi Villoresi              | Ferrari               | 79    | + 1 kör                | 5     | 4      |
| 4  | 8    | Mike Hawthorn                | Ferrari               | 79    | + 1 kör                | 6     | 3      |
| 5  | 36   | Maurice Trintignant          | Gordini               | 79    | + 1 kör                | 8     | 2      |
| 6  | 40   | Roberto Mieres               | Gordini               | 77    | + 3 kör                | 16    |        |
| 7  | 56   | Sergio Mantovani Luigi Musso | Maserati              | 76    | + 4 kör                | 12    |        |
| 8  | 10   | Umberto Maglioli             | Ferrari               | 75    | + 5 kör                | 11    |        |
| 9  | 38   | Harry Schell                 | Gordini               | 75    | + 5 kör                | 15    |        |
| 10 | 32   | Louis Chiron                 | Osca                  | 72    | + 8 kör                | 25    |        |
| 11 | 44   | Prince Bira                  | Maserati              | 72    | + 8 kör                | 23    |        |
| 12 | 46   | Alan Brown                   | Cooper-Bristol        | 70    | + 10 kör               | 24    |        |
| 13 | 28   | Stirling Moss                | Cooper-Alta           | 70    | + 10 kör               | 10    |        |
| 14 | 48   | Hans Von Stuck               | AFM-Bristol           | 67    | + 13 kör               | 29    |        |
| 15 | 16   | Yves Giraud-Cabantous        | HWM-Alta              | 67    | + 13 kör               | 28    |        |
| 16 | 64   | Louis Rosier                 | Ferrari               | 65    | + 15 kör               | 17    |        |
| Ki | 4    | Alberto Ascari               | Ferrari               | 79    | Baleset                | 1     |        |
| Ki | 52   | Felice Bonetto               | Maserati              | 77    | Kifogyott az üzemanyag | 7     |        |
| Ki | 54   | Onofre Marimón               | Maserati              | 75    | Baleset                | 4     |        |
| Ki | 58   | Toulo de Graffenried         | Maserati              | 70    | Motor                  | 9     |        |
| HN | 20   | Jack Fairman                 | Connaught-Lea-Francis | 61    | Nem kvalifikált        | 22    |        |
| HN | 30   | Ken Wharton                  | Cooper-Bristol        | 57    | Nem kvalifikált        | 19    |        |
| HN | 24   | Kenneth McAlpine             | Connaught-Lea-Francis | 56    | Nem kvalifikált        | 18    |        |
| Ki | 12   | Piero Carini                 | Ferrari               | 40    | Motor                  | 20    |        |
| Ki | 22   | Roy Salvadori                | Connaught-Lea-Francis | 33    | Gázszabályozó          | 14    |        |
| Ki | 2    | Chico Landi                  | Maserati              | 18    | Motor                  | 21    |        |
| Ki | 34   | Élie Bayol                   | Osca                  | 17    | Motor                  | 13    |        |
| Ki | 18   | John Fitch                   | HWM-Alta              | 14    | Motor                  | 26    |        |
| Ki | 26   | Johnny Claes                 | Connaught-Lea-Francis | 7     | Üzemanyagrendszer      | 30    |        |
| Ki | 14   | Lance Macklin                | HWM-Alta              | 6     | Motor                  | 27    |        |

## Statisztikák
A versenyben vezető helyen:
Ascari 62 kör (1-6/9/14-24/29-33/36-40/42-45/47-49/53-79),
Fangio 13 kör (7-8/11/25/27-28/34-35/41/50-52/80),
Farina 5 kör (10/12-13/26/46)
- Ascari 13. (R) pole pozíciója
- Fangio 9. leggyorsabb köre
- Fangio 7. győzelme.
- Maserati 1. győzelme.

Váltott vezetés:
- 56-os autó Sergio Mantovani (38 kör), Luigi Musso (38 kör).

Yves Giraud-Cabantous, Felice Bonetto utolsó, Luigi Musso és Umberto Maglioli első versenye.

## A világbajnokság végeredménye
| H   | Versenyzők            | Pont        |
| --- | --------------------- | ----------- |
| 1.  | Alberto Ascari        | 34,5 (46,5) |
| 2.  | Juan Manuel Fangio    | 28 (29,5)   |
| 3.  | Giuseppe Farina       | 26 (32)     |
| 4.  | Mike Hawthorn         | 19 (27)     |
| 5.  | Luigi Villoresi       | 17          |
| 6.  | José Froilán González | 13,5 (14,5) |
| 7.  | Bill Vukovich         | 9           |
| 8.  | Toulo de Graffenried  | 7           |
| 9.  | Felice Bonetto        | 6,5         |
| 10. | Art Cross             | 6           |

A teljes lista